# Espacio intermolecular

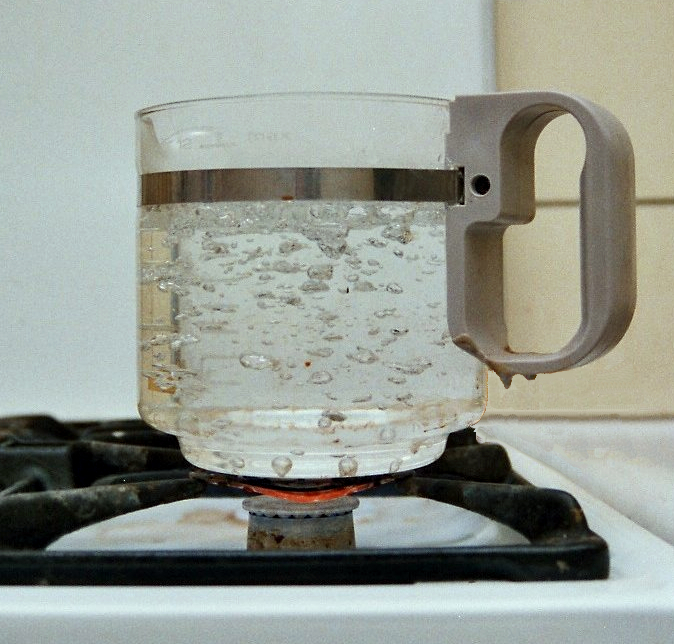
Un líquido, al pasar por la ebullición desprende vapor, eso significa que al pasar por ese cambio físico, se alteró su espacio intermolecular.

Espacio intermolecular es el término utilizado en la química y física para referirse a los espacios existentes entre las moléculas, al estar éstas en un estado básico de la materia (sólido, líquido o gaseoso). Las moléculas, al pasar por un cambio de estado, cambian también su espacio intermolecular junto con su energía cinética; por ejemplo, un sólido (que tiene un espacio intermolecular muy corto), al pasar por la fusión, se convierte en un líquido (que tiene un espacio intermolecular más extenso, con la excepción del agua).

## Espacios intermoleculares en los estados de la materia

### Sólidos
El espacio es de prácticamente cero, lo que permite que sus características sean, entre otras, la rigidez y dureza.

### Líquidos
El espacio intermolecular es medio (por llamarlo así, porque éste es el estado intermedio de los estados básicos de la materia), esto permite fluidez.

### Gases
El espacio intermolecular es muy extenso (de 10 a 100 diámetros moleculares), lo que ocasiona que las partículas que lo conforman estén dispersas y no cuenten con una forma o volumen fijo.